# Napoleon Distelmans

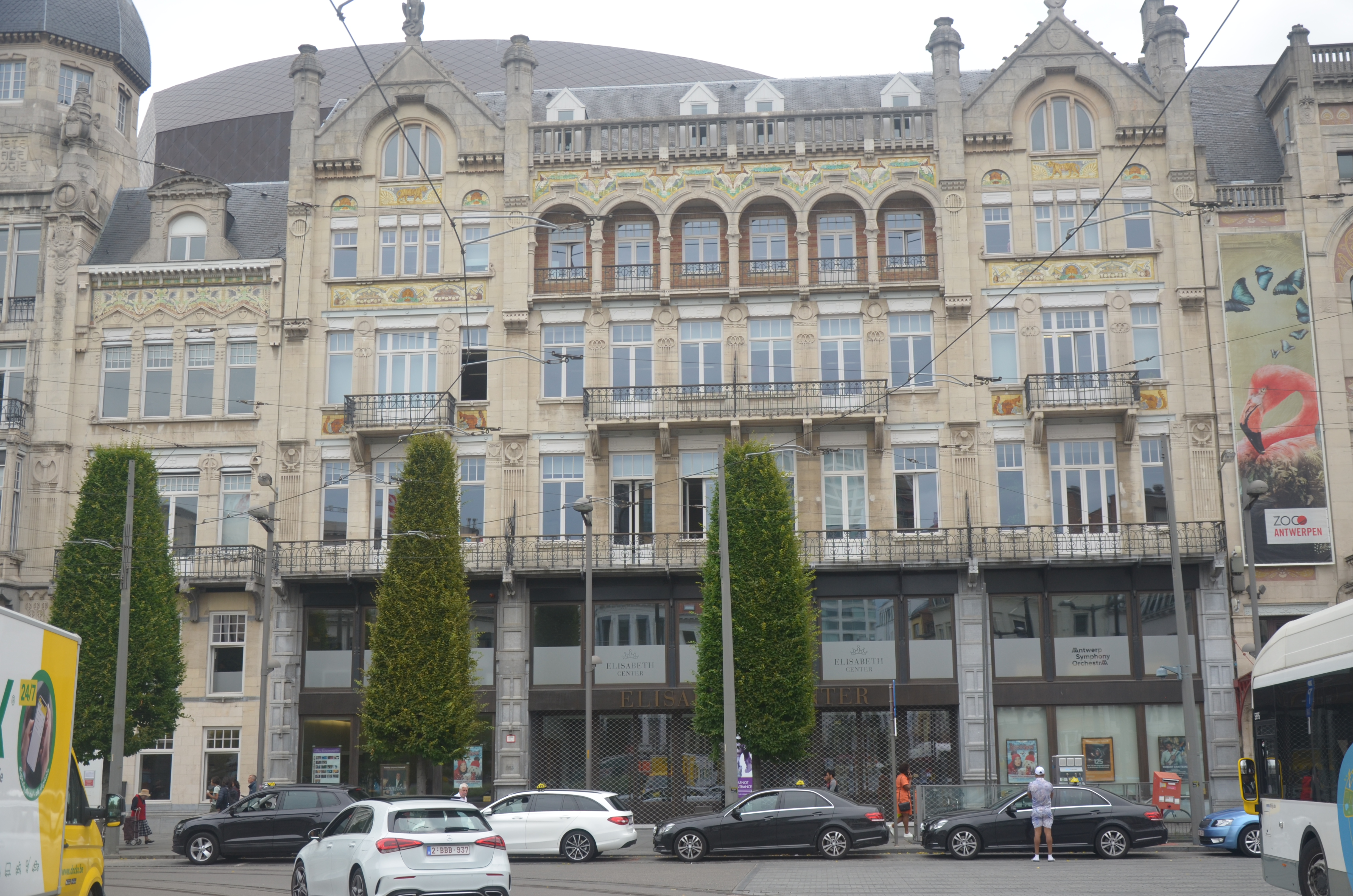
Locatie voormalig symfonieorkest van de Koninklijke Maatschappij voor Dierkunde naast de Zoo te Antwerpen

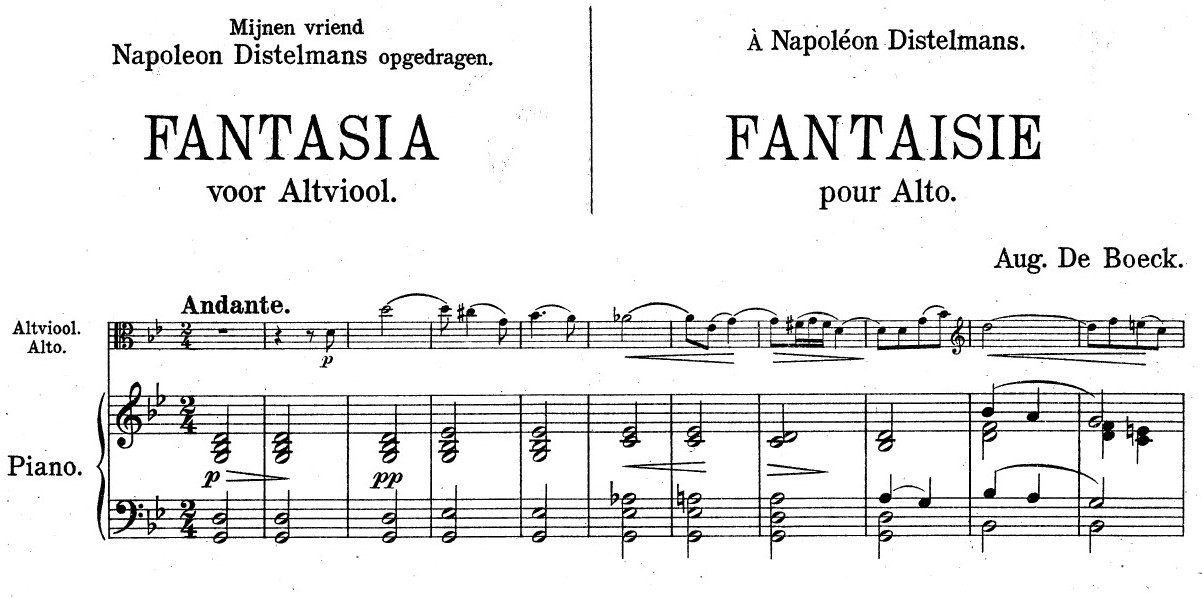
Partituur van muziekstuk getoonzet door August De Boeck en opgedragen aan Napoleon Distelmans

Napoleon Distelmans (Berchem, 3 juni 1884 – 19 augustus 1946) was altviolist en hoogleraar aan het Antwerps Conservatorium.

## Loopbaan
Zijn vader was een arme schoenmaker met grote muzikale ambities. Hij wilde een orkest maken bestaande uit alleen zijn nakomelingen. Helaas stierf zijn zwakke vrouw bij de geboorte van zijn zesde kind, zodat hij zich moest beperken tot de formatie van een strijkkwartet.
De Antwerpsche Vlaamsche Muziekschool was net onder impuls van Peter Benoit erkend als conservatorium en daarmee de eerste instelling voor hoger onderwijs in België met het Nederlands als voertaal, toen de broers daar werden ingeschreven. Met de andere conservatorium-laureaten Emiel Dingemans, Arthur van Sintruyen en Albert Van de Vijver maakte Napoleon Distelmans deel uit van het Vlaamsch kwartet.

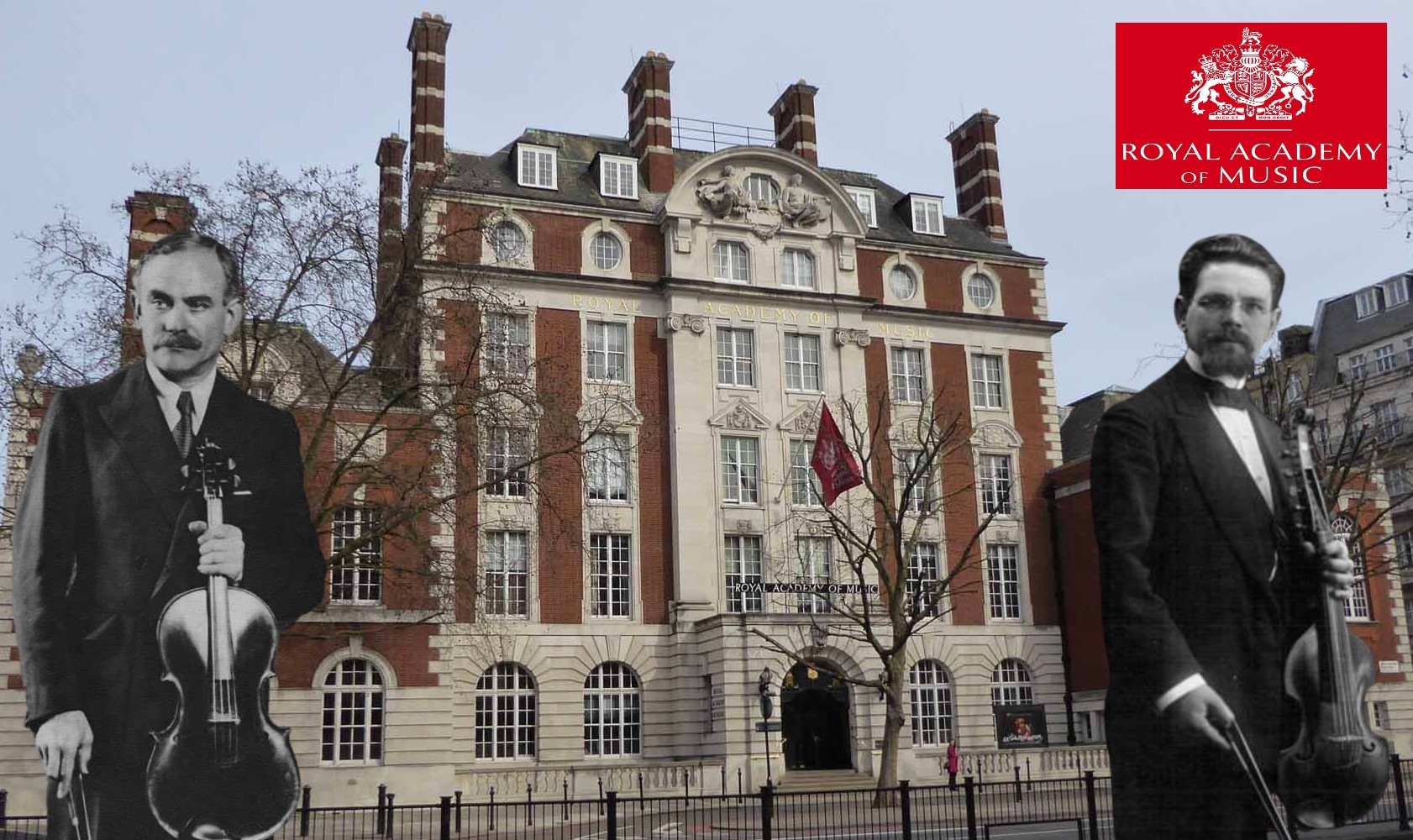
Royal Academy of Music te Londen met Lionel Tertis (docent) & Napoleon Distelmans (pupil)

Nog voor de Eerste Wereldoorlog won hij de prestigieuze Prijs van Rome voor altviool, die bestond uit een studiebeurs die hij gebruikte om te studeren bij de meest vooraanstaande altviolist van die tijd in Londen, Lionel Tertis dewelke vanaf 1900 Altviool doceerde aan de gerenommeerde Royal Academy of Music te Londen. Napoleon Distelmans moet één zijn eerste pupillen geweest zijn aldaar. Vrijwel automatisch door het winnen van deze prijs werd hij docent aan het conservatorium.
Wat de de Prix de Rome betreft, het behalen van deze hoogste onderscheiding had een heel ander gevolg in Conservatoria andere dan het Parijse. Laureaten van het Parijse Conservatorium & Academie mochten na het behalen van de Prix de Rome een poos op staatskosten logeren in de Villa Medici in Rome, door de Franse staat voor deze bijzondere doeleinden aangekocht.
Het opzet zijnde dat er kruisbestuiving zou plaatsvinden tussen de allerbesten uit elke kunstdiscipline tijdens hun gemeenschappelijk verkeren daar tussen de restanten van de Antieke Wereld.
Componist Hector Berlioz en kunstenaar Eugène Delacroix -ondermeer- verbleven gelijktijdig in de Villa Medici.

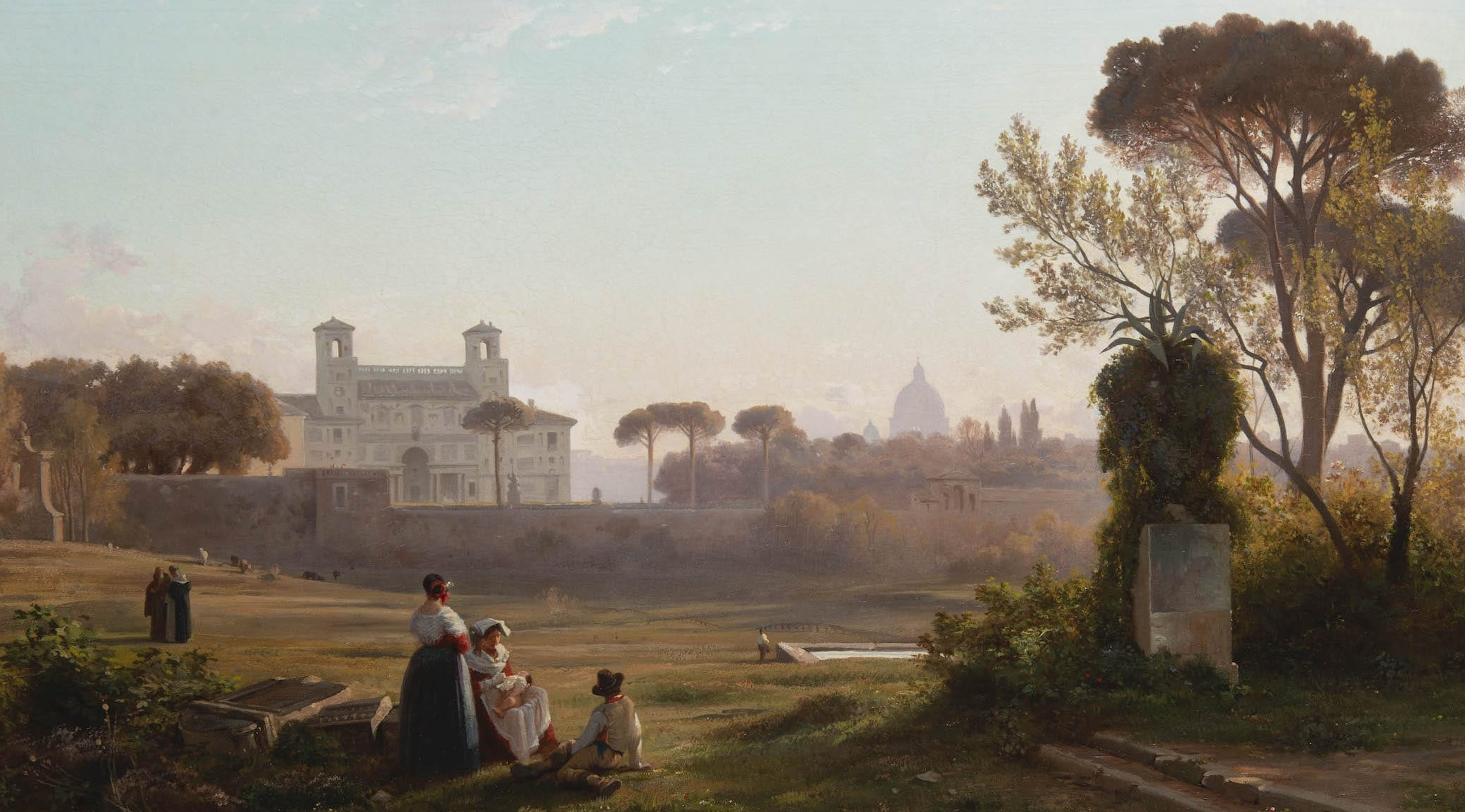
Villa Medici te Rome

Voor Laureaten van de Prix de Rome aan het Vlaams Conservatorium te Antwerpen zat er geen verblijf in Rome vast aan het behalen van de hoogste onderscheiding in hun discipline.  

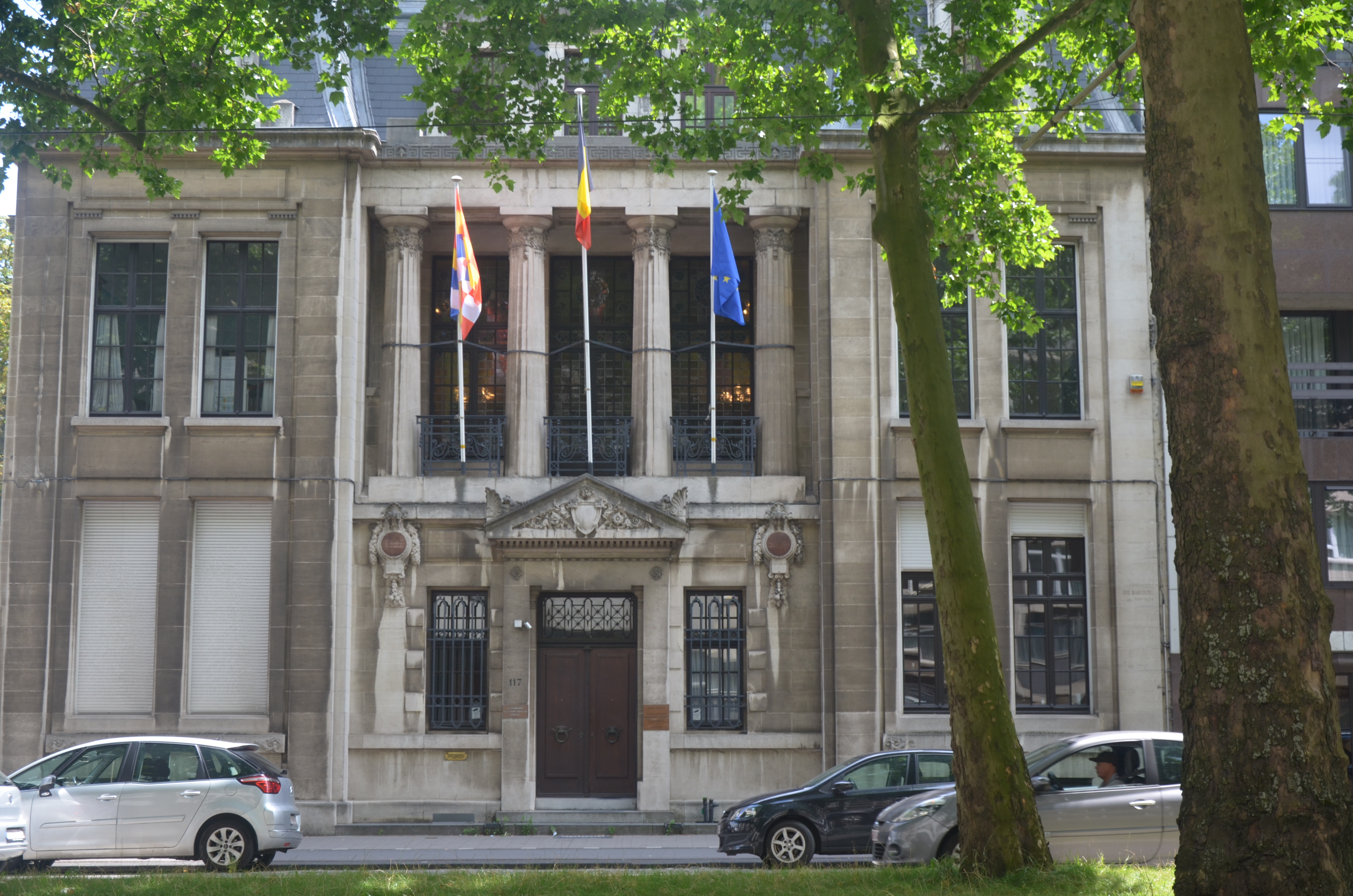
Voormalige Residentie Lieven Gevaert te Antwerpen

De klas van Napoleon Distelmans kreeg al gauw de bijnaam 'componistenklas' omdat meerdere afgestudeerden later een loopbaan als componist verkozen boven een carrière als altviolist, waaronder Jef Maes, August Baeyens (bekend als de eerste Belgische modernist), Ernest van der Eyken en Peter Frans De Puysseleyr.
Distelmans combineerde zijn conservatoriumonderricht ook een tijd met een positie als altviool-solist in het Orkest van de Koninklijke Maatschappij voor Dierenkunde Antwerpen, het vaste orkest van de in 1902 opgerichte Maatschappij voor Nieuwe Muziek dat ooit componisten als Ravel, Stravinski, Mahler en Rachmaninov naar Antwerpen lokte om er hun eigen werk te komen dirigeren in de hal naast het Centraal Station. Huisdirigent was Flor Alpaerts en concertmeester viool Lodewijk De Vocht.
August De Boeck componeerde zijn Fantasie voor Altviool en Piano voor Napoleon Distelmans die zowel de piano-versie als eerste uitvoerde in 1916 als de orkestversie in 1929 met het symfonie-orkest van de Koninklijke Maatschappij voor Dierenkunde.
Tussen de wereldoorlogen was Napoleon de spil van een strijkkwartet dat hij met zijn broers Karel, Petrus en Joseph vormde, alle drie bespelers van strijkinstrumenten en tewerkgesteld bij de Antwerpse Opera. Zij waren het huisorkest bij Vlaams industrieel Lieven Gevaert. Het feit dat de Vlaams-nationalistische sfeer van de Antwerpse Muziekschool op sommige van zijn broers was overgeslagen en op andere niet, zou tijdens de Tweede Wereldoorlog tot een breuk leiden en het eind van het kwartet betekenen. Zijn cellospelende broer Karel, een fanatiek nationalist, liet zich nog opmerken in de jaren 1930–1940 als oprichter en muzikaal leidinggever van een zangkoor uitsluitend bestaande uit doven.

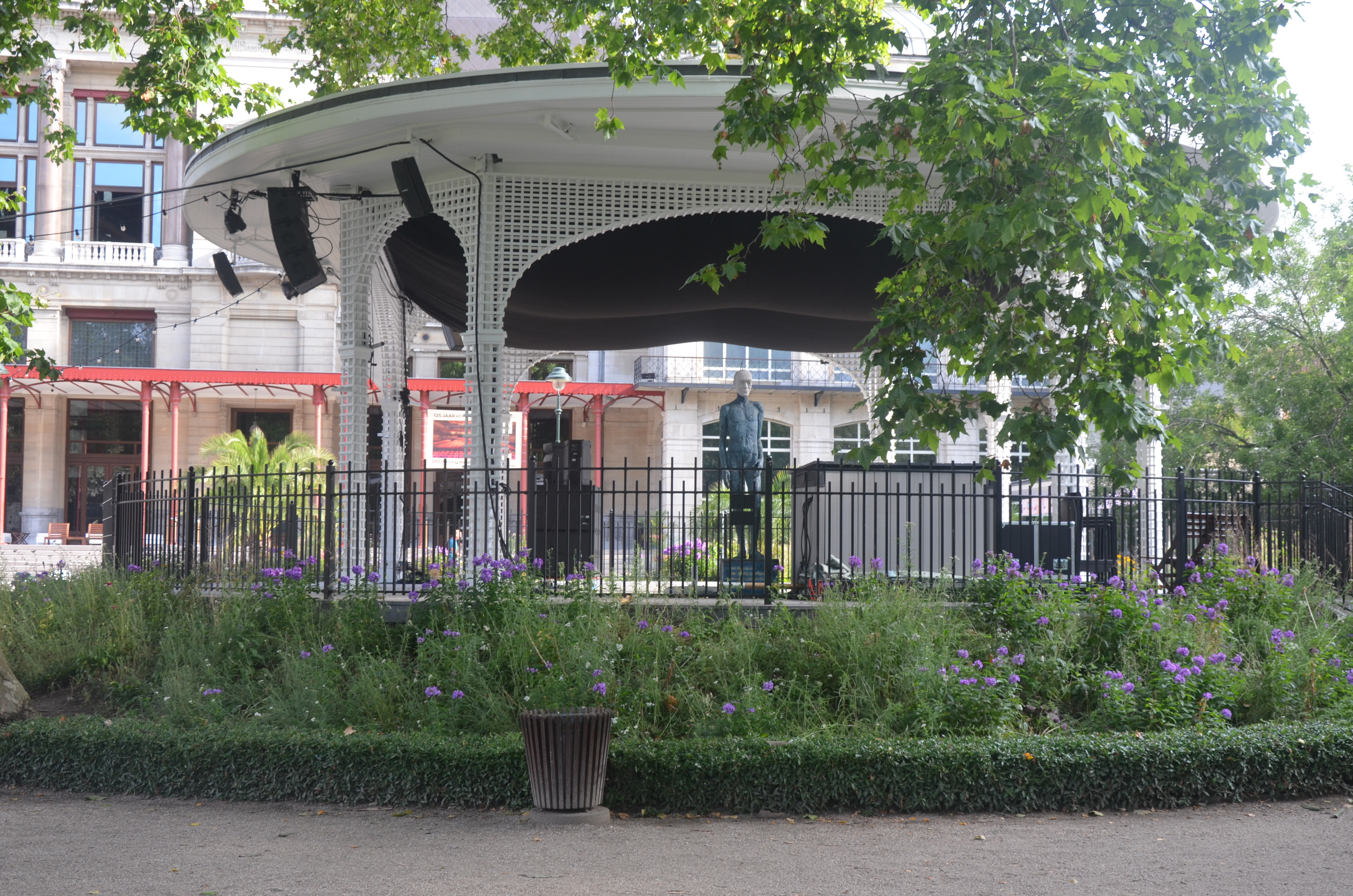
Muziekkiosk Zoo Antwerpen

Napoleon Distelmans genoot de grootste bekendheid bij het grote publiek door zijn matineeconcerten in de muziekkiosk van de Zoo van Antwerpen tijdens het interbellum.
Distelmans was een promotor in Vlaanderen van het werk van de Nederlandse auteur Multatuli.